# سیلویا دی
سیلویا جون دی (متولد ۱۱ مارس ۱۹۷۳) یک نویسنده آمریکایی ژاپنی رمان‌های رمانتیک است. او هم چنین با تخلص‌های اس. جی. دی و لیویا در هم نویسندگی می‌کند.

## مسیر شغلی
دی در رمان‌های رمانتیک، ادبیات ماورایی/گمانه زنی، ادبیات تاریخی و ادبیات پیشرو کار می کند (با تخلص لیویا در). او هم چنین داستانی با تخلص اس. جی. دی چاپ کرده است.
او از بنیان‌گذاران پشنیت اینک، یک بخش خاص از کمیته نویسندگان رمانتیک آمریکا، است و عضو هیئت مدیره این کمیته از ۲۰۰۹ تا ۲۰۱۳ بوده است. او بیست و دومین مدیر این کمیته هم بوده است.
در مارس ۲۰۱۳، موسسه هارلکوئین و هرست کورپوریشین اعلام کردند که دی قراردادی ۷ جانبه با آنها امضا کرده تا دو رمان کوتاه بنویسد.
در ژوئن ۲۰۱۳، گروه پنگوئن آمریکا با قراردادی ۸ جانبه برای دو کتاب دیگر "کراس فایر" موافقت کرد.

### کراس فایر
موعه کراس فایر دی در ۱۳ میلیون نسخه به زبان انگلیسی چاپ شد و حقوق بین‌المللی آن هم در ژانویه ۲۰۱۴ در بیش از ۴۰ کشور اجرا شد.
عریان برای تو رتبه ۴ را در فهرست ده کتاب پرفروش سال ۲۰۱۲ در سایت آمازون ، رتبه ۵ را در فهرست ده کتاب برتر سال در آی تونز  و رتبه ۷ را در فیکشن بزرگسالان - ده کتاب چاپی سال ۲۰۱۲ کسب کرد.
گروه لاینزگیت تلویژن برای اقتباس تلویزیونی، حق مجوعه کراس فایر را کسب کرد.